# Mark Hominick
Mark Hominick (Zorra, 22 de julho de 1982) é um  ex-lutador canadense de MMA, sendo ex-campeão na categoria peso-pena do TKO e terminou sua carreira no UFC em 2012.

## Carreira e MMA
Ainda jovem, estudou e competiu pela Ingersoll District Collegiate Institute. Ele foi treinado pelo grande treinador de MMA Shawn Tompkins com Sam Stout no "The Adrenaline Training Center"  em London, Ontario, onde também trabalhou como professor.
Hominick já lutou em 2 categorias de peso durante sua carreira profissional: peso-pena e peso-leve. Ele lutou em várias organizações, incluindo o UFC, Affliction, TKO, e o WEC.

### WEC
Sua estreia no WEC estava programada para ser contra Deividas Taurosevičius dia 10 de Outubro de 2009, no WEC 43., mas ele foi forçado a se retirar do card por estar lesionado.
Hominick foi desafiado então a estrear contra Yves Jabouin no dia 10 de Janeiro de 2010 no WEC 46, mas Jabouin teve que deixar o card após uma lesão.  Hominick então lutou com o recém chegado ao WEC Bryan Caraway, vencendo por finalização no primeiro round.
A luta contra Jabouin aconteceu então dia 20 de Junho de 2010 no WEC 49. Hominick ganhou por nocaute técnico no segundo round. A luta recebeu a premiação do Sherdog como o melhor round de 2010.
Hominick lutou também com Leonard Garcia em 30 de setembro de 2010 no WEC 51.  Ele ganhou a luta por decisão dividida dos juízes.

### Retorno ao UFC
Em 28 de Outubro de 2010, o WEC foi comprado pelo UFC. Como parte da fusão, todos os lutadores do WEC foram transferidos para o UFC.
Hominick enfrentou ex-parceiro de treinos, George Roop no dia 22 de janeiro de 2011 no UFC Fight Night 23, sendo considerado um oponente extremamente superior. Hominick venceu Roop por nocaute técnico [com socos] no primeiro round.
Hominick lutou então com o campeão dos peso-pena do UFC José Aldo em 30 de Abril de 2011 no UFC 129, onde perdeu por decisão unanime numa luta que ganhou o prêmio de Luta da Noite.
Vários meses após a derrota, Hominick foi cotado para lutar com Chan Sung Jung. A luta aconteceu no dia no dia 10 de Dezembro de 2011 no UFC 140 no Canadá. Mark foi nocauteado em apenas sete segundos de luta, tornando sua participação no card desastrosa.
Hominick enfrentou Eddie Yagin em 21 de Abril de 2012 no UFC 145. Hominick perdeu por Decisão Dividida, e ambos ganharam o bônus de Luta da Noite.
Hominick enfrentou Pablo Garza em 17 de Novembro de 2012 no UFC 154. Perdeu por Decisão Unânime.
Após a derrota no UFC 154, anunciou a sua aposentadoria em 11 de Dezembro de 2012.

## Vida Pessoal
Hominick se casou em dezembro de 2009. O lutador teve sua primeira filha, que se chama Raeya em 14 de Maio de 2011.

## Títulos e cartel

### MMA
- Sherdog
  - Round do ano de 2010 (2º round na luta contra Yves Jabouin)[14]
- TKO
  - Campeão dos penas do TKO
- UFC
  - Luta da Noite (duas)
- Universal Combat Challenge
  - Super-campeão dos penas do Canadá

### Kickboxing
- International Sport Karate Association
  - International Sport Karate Association Super-campeão dos penas do Canadá
- International Kickboxing Federation
  - International Kickboxing Federation Super-campeão dos penas dos Estados Unidos

## Cartel no MMA
| Cartel no MMA   |             |             |
| 33 lutas        | 20 vitórias | 13 derrotas |
| Por nocaute     | 9           | 3           |
| Por finalização | 7           | 6           |
| Por decisão     | 4           | 4           |

| Res.    | Cartel | Oponente           | Método                           | Evento                            | Data                    | Round | Tempo | Local                                    | Notas                                         |
| ------- | ------ | ------------------ | -------------------------------- | --------------------------------- | ----------------------- | ----- | ----- | ---------------------------------------- | --------------------------------------------- |
| Derrota | 20-12  | Pablo Garza        | Decisão Unânime                  | UFC 154                           | 17 de Novembro de 2012  | 3     | 5:00  | Montreal, Quebec                         | Após o Evento, anunciou sua aposentadoria.    |
| Derrota | 20-11  | Eddie Yagin        | Decisão (dividida)               | UFC 145                           | 21 de abril de 2012     | 3     | 5:00  | Atlanta, Geórgia, Estados Unidos         | Luta da Noite                                 |
| Derrota | 20-10  | Chan Sung Jung     | KO (socos)                       | UFC 140                           | 10 de dezembro de 2011  | 1     | 0:07  | Toronto, Ontário, Canadá                 |                                               |
| Derrota | 20–9   | José Aldo          | Decisão (unânime)                | UFC 129                           | 30 de abril de 2011     | 5     | 5:00  | Toronto, Ontario, Canada                 | Pelo Cinturão Peso Pena do UFC; Luta da Noite |
| Vitória | 20–8   | George Roop        | TKO (socos)                      | UFC: Fight For The Troops 2       | 22 de janeiro de 2011   | 1     | 1:28  | Fort Hood Texas, Estados Unidos          |                                               |
| Vitória | 19–8   | Leonard Garcia     | Decisão (dividida)               | WEC 51                            | 30 de setembro de 2010  | 3     | 5:00  | Broomfield, Colorado, Estados Unidos     |                                               |
| Vitória | 18–8   | Yves Jabouin       | TKO (socos)                      | WEC 49                            | 20 de junho de 2010     | 2     | 3:21  | Edmonton, Alberta, Canadá                | Luta da noite.                                |
| Vitória | 17–8   | Bryan Caraway      | Finalização (triângulo de mão)   | WEC 46                            | 10 de janeiro de 2010   | 1     | 3:48  | Sacramento, California, Estados Unidos   |                                               |
| Vitória | 16–8   | Savant Young       | Finalização (chave de braço)     | Affliction: Banned                | 19 de julho de 2008     | 2     | 4:25  | Anaheim, California, Estados Unidos      |                                               |
| Derrota | 15–8   | Josh Grispi        | Finalização (mata-leão)          | WEC 32                            | 13 de fevereiro de 2008 | 1     | 2:55  | Albuquerque, Novo México, Estados Unidos |                                               |
| Vitória | 15–7   | Danny Martinez     | Decisão (unânime)                | TKO 31: Young Guns                | 14 de dezembro de 2007  | 3     | 5:00  | Montreal, Quebec, Canadá                 |                                               |
| Vitória | 14–7   | Ben Greer          | TKO (socos)                      | TKO 30: Apocalypse                | 28 de setembro de 2007  | 1     | 1:14  | Montreal, Quebec, Canadá                 |                                               |
| Derrota | 13–7   | Rani Yahya         | Finalização (mata-leão)          | WEC 28                            | 3 de junho de 2007      | 1     | 1:19  | Las Vegas, Nevada, Estados Unidos        |                                               |
| Derrota | 13–6   | Hatsu Hioki        | Decisão (maioria)                | TKO 28: Inevitable                | 9 de fevereiro de 2007  | 5     | 5:00  | Montreal, Quebec, Canada                 | Pelo cinturão dos penas do TKO                |
| Vitória | 13–5   | Doug Edwards       | Finalização (mata-leão)          | ROF 27: Collision Course          | 9 de dezembro de 2006   | 2     | 4:08  | Denver, Colorado, Estados Unidos         |                                               |
| Vitória | 12–5   | Samuel Guillet     | Decisão (unânime)                | TKO 27: Reincarnation             | 29 de setembro de 2006  | 3     | 5:00  | Montreal, Quebec, Canadá                 |                                               |
| Vitória | 11–5   | Jorge Gurgel       | Decisão (unânime)                | Ultimate Fight Night 5            | 28 de junho de 2006     | 3     | 5:00  | Las Vegas, Nevada, Estados Unidos        |                                               |
| Derrota | 10–5   | Hatsu Hioki        | Finalização Técnica (triângulo)  | TKO 25: Confrontation             | 5 de maio de 2006       | 2     | 5:00  | Montreal, Quebec, Canadá                 | Perdeu o cinturão dos penas do TKO            |
| Vitória | 10–4   | Yves Edwards       | Finalização (triângulo de mão)   | UFC 58                            | 4 de março de 2006      | 2     | 1:52  | Las Vegas, Nevada, Estados Unidos        |                                               |
| Vitória | 9–4    | Naoji Fujimoto     | Finalização Técnica (mata-leão)  | TKO 24: Eruption                  | 28 de janeiro de 2006   | 3     | 2:23  | Laval, Quebec, Canadá                    | Defesa de cinturão dos penas do TKO           |
| Vitória | 8–4    | Ryan Diaz          | TKO (socos)                      | TKO 22: Lionheart                 | 30 de setembro de 2005  | 3     | 4:25  | Montreal, Quebec, Canadá                 | Defesa de cinturão dos penas do TKO           |
| Vitória | 7–4    | Stephane Vigneault | Finalização (socos)              | TKO 20: Champion vs Champion      | 2 de abril de 2005      | 1     | 4:35  | Montreal, Quebec, Canadá                 | Defesa de cinturão dos penas do TKO           |
| Vitória | 6–4    | Shane Rice         | TKO (socos e chutes na perna)    | TKO 19: Rage                      | 29 de janeiro de 2005   | 1     | 4:16  | Montreal, Quebec, Canadá                 | Ganhou o cinturão dos penas do TKO            |
| Derrota | 5–4    | Shane Rice         | Finalização (mata-leão)          | TKO 17: Revenge                   | 25 de setembro de 2004  | 1     | 1:46  | Victoriaville, Quebec, Canada            | Perdeu o título canadense dos super-leves     |
| Vitória | 5–3    | David Guigui       | TKO (socos)                      | TKO 15: Unstoppable               | 28 de fevereiro de 2004 | 2     | 4:26  | Montreal, Quebec, Canada                 | Defesa do título canadense dos super-leves    |
| Vitória | 4–3    | Ryan Diaz          | TKO (joelhadas)                  | TKO 13: Ultimate Rush             | 6 de setembro de 2003   | 2     | 0:42  | Montreal, Quebec, Canada                 | Defesa do título canadense dos super-leves    |
| Derrota | 3–3    | Tommy Lee          | KO (soco)                        | Extreme Challenge 51              | 2 de agosto de 2003     | 1     | 0:18  | St. Charles, Illinois, Estados Unidos    |                                               |
| Derrota | 3–2    | Mike Brown         | Finalização (chave de calcanhar) | TFC 8: Hell Raiser                | 6 de junho de 2003      | 3     | 4:27  | Toledo, Ohio, Estados Unidos             |                                               |
| Derrota | 3–1    | Stephen Palling    | TKO (paralisação médica)         | SuperBrawl 29                     | 9 de maio de 2003       | 1     | 0:16  | Honolulu, Hawaii, Estados Unidos         |                                               |
| Vitória | 3–0    | Stephane Laliberte | Finalização (chave de braço)     | UCC 12: Adrenaline                | 25 de janeiro de 2003   | 1     | 4:43  | Montreal, Quebec, Canadá                 | Defesa do título canadense dos super-leves    |
| Vitória | 2–0    | Steve Claveau      | Finalização (socos)              | UCC 11: The Next Level            | 11 de outubro de 2002   | 2     | 3:24  | Montreal, Quebec, Canadá                 | Defesa do título canadense dos super-leves    |
| Vitória | 1–0    | Richard Nancoo     | TKO (socos e joelhadas)          | UCC 10: Battle for the Belts 2002 | 15 de junho de 2002     | 3     | 3:23  | Gatineau, Quebec, Canadá                 | Ganhou o título canadense dos super-leves     |